# Clusia uniflora
Clusia uniflora là một loài thực vật có hoa trong họ Bứa. Loài này được Lundell mô tả khoa học đầu tiên năm 1974.